# Cris Urzua
Cristian Urzua (Cancún, 8 de mayo de 1989), más conocido como Cris Urzua, es un empresario, escritor, conferencista y entrenador mexicano, reconocido por fundar MAS Academy (una academia virtual especializada en programas de ventas, emprendimiento y desarrollo personal), por publicar varios libros (entre los que destaca el superventas de Amazon Todos venden) y por su trabajo como conferencista. Su labor ha sido reconocida por algunos medios digitales como Forbes, Huffington Post, Yahoo! y Entrepreneur.

## Primeros años
Urzua nació en la ciudad de Cancún, estado de Quintana Roo, México, hijo de padre chileno y madre mexicana. A los 17 años comenzó su carrera en el mundo de las ventas, vinculándose profesionalmente a algunas cadenas hoteleras en su ciudad natal. En 2013 obtuvo una Licenciatura en Mercadotecnia, al tiempo que se desempeñaba laboralmente como ejecutivo de ventas, liderando equipos en marcas hoteleras como Royal Holiday, Marriott, Westin y St. Regis.

## Carrera

### Inicios y década de 2010
Urzua se mudó a Santiago de Chile a mediados de la década de 2010 con el objetivo de crear su propia empresa. Allí fundó MAS Academy en marzo de 2015, una academia virtual especializada en programas de ventas, emprendimiento y desarrollo personal enfocada principalmente al público latinoamericano. Un año después se establecieron oficialmente las primeras oficinas de la compañía en Mérida, Yucatán, y a partir de 2017 fueron lanzados de manera oficial DesdeCero y SellingThroughService, programas de capacitación en línea sobre ventas y desarrollo personal.
En 2018 fue el anfitrión del evento de emprendimiento digital M! by Mas Academy realizado en la localidad de Coyoacán, en el que además reunió a varios emprendedores digitales como Luis Eduardo Barón, Enrique Delgadillo, Juan Martitegui, Hans Nolte y Matheus Alves. A partir de entonces, el evento se realiza anualmente. En 2019 inició un nuevo proyecto denominado MAS Consulting, encargado de proveer servicios como campañas publicitarias, diseño web y copywriting. Ese mismo año la academia obtuvo el premio Black Moon, otorgado por la plataforma Hotmart por facturar más de un millón y medio de dólares en ventas. Actualmente, la academia tiene presencia en todos los países de habla hispana, siendo México, Colombia, Chile, Perú, Argentina y Bolivia donde se concentran la mayor parte de sus estudiantes.
Representando a la academia, Urzua ha realizado varias giras internacionales y ha participado en eventos de índole empresarial como el Hotmart Start en sus ediciones para Colombia y México, la Convención de Emprendedores Inmobiliarios, el Foro de Mercadotecnia de Cancún y el Encuentro Mexicano de Mujeres Empresarias, además de llevar a cabo eventos en vivo relacionados con su marca. En 2020 participó en el evento de capacitación virtual patrocinado por Credicorp Bank EXMA Be On como conferencista.
Como autor, publicó en julio de 2015 el libro Todos venden: escapa a la mediocridad, cierra todas tus ventas y vive una vida épica. Al poco tiempo, el libro ingresó en la lista de los más vendidos de la plataforma Amazon en su categoría. Fue traducido al inglés bajo el título Everybody Sells: Escape Mediocrity, Close All of Your Sales, and Live an Epic Life. En 2017 publicó un nuevo libro, La leyenda de las flores: mi pequeño emprendedor. Ese mismo año se convirtió en el gestor de Venta perfecta, programa de telerrealidad en el que los participantes deben iniciar su propio emprendimiento y lograr sus metas de ventas.

### Década de 2020 y actualidad
En 2020, MAS Academy llevó a cabo en un formato digital todos los eventos presenciales que para ese momento estaban programados en diferentes países y ciudades, debido a la pandemia del Covid-19. Fue también la primera empresa latina en realizar eventos E360 con tecnología híbrida, donde miles de personas asistieron en formato digital, haciendo uso de diversas plataformas y gamificación.
En 2021 lanzó un programa bajo la tecnología Blockchain, llamado Blockchain Business Club, donde se enseña todo lo relacionado con esta nueva tecnología y cómo aplicarlo a múltiples ecosistemas y modelos de negocio, bajo la marca Chris Pace en Estados Unidos. Un año después inició la expansión en los Estados Unidos bajo la marca de Chris Pace, debido a que su nombre es difícil de pronunciar en ese medio. Actualmente ofrece diferentes entrenamientos digitales y eventos presenciales, principalmente en Nueva York.

## Filantropía
En su primer evento de M! by Mas Academy, la compañía liderada por Urzua realizó la primera donación al Go Team, un equipo de búsqueda y rescate de la ONG Cadena, dedicada a la prevención y asistencia en emergencias y desastres. Tras esta donación, la ONG ha acompañado a Urzua en otros eventos presenciales de su marca, con el fin de continuar recaudando fondos para sus programas de atención.

## Obras publicadas
- 2015 - Todos venden (Mindset and Skills Books)
- 2015 - Everybody sales (versión en inglés de Todos venden)
- 2017 - La leyenda de las flores (CreateSpace)